# Зелин
Зелин (њем. Sellin) општина је у њемачкој савезној држави Мекленбург-Западна Померанија. Једно је од 42 општинска средишта округа Риген. Према процјени из 2010. у општини је живјело 2.358 становника. Посједује регионалну шифру (AGS) 13061038.

## Географски и демографски подаци
Зелин се налази у савезној држави Мекленбург-Западна Померанија у округу Риген. Општина се налази на надморској висини од 30 метара. Површина општине износи 14,3 km². У самом мјесту је, према процјени из 2010. године, живјело 2.358 становника. Просјечна густина становништва износи 165 становника/km².